# Rock in Vienna
Rock in Vienna war ein von Blue Moon Entertainment veranstaltetes Musikfestival, das erstmals vom 4. bis zum 6. Juni 2015 auf der Donauinsel in Wien stattfand. Das Event war das erste Rockfestival in der Stadt Wien.

## Geschichte
Insgesamt 32 Bands aus den Genres Rock und Metal bespielten im Auftaktjahr von Donnerstag bis Samstag die beiden Bühnen auf der Donauinsel. Die „Mindstage“ und „Soulstage“ waren direkt nebeneinander platziert, sodass kaum musikalische Pausen entstanden. Vor Ort gab es auch, wie bei vielen anderen Festivals, die Möglichkeit zu campen. Laut Veranstalter will sich das Festival im Vergleich zur Konkurrenz als „erwachsener“ positionieren. Eine Besonderheit waren auch die kostenlosen Wasserspender auf dem Gelände.
Rock in Vienna war das letzte von drei neuen DEAG-Festivals. Bei „Rock im Revier“ in Gelsenkirchen und „Rockavaria“ im Münchner Olympiapark traten vom 29. bis zum 31. Mai 2015 dieselben Headliner auf.
Die erste Veranstaltung hatte nur wenig Gewinn erzielt. Man versuche einen langfristigen Aufbau des Festivals. Für 2016 wurde darum eine Fortsetzung von Rock in Vienna auf der Donauinsel angekündigt, die schließlich von Freitag bis Sonntag, 3. bis 5. Juni 2016, stattfand. 2016 spielten unter anderen Rammstein, Apocalyptica, Iggy Pop, Iron Maiden, und Nightwish. Am Freitag wurde ein neuer Besucherrekord aufgestellt, als 45.000 Menschen das Konzert von Rammstein verfolgten. Beim Einlass kam es allerdings zu massiven Verzögerungen, was von zahlreichen Besuchern heftig kritisiert wurde. Am Ende des Rammstein-Konzerts kam es zu einem Stromausfall, sodass die Band ihr Lied Ohne Dich unplugged mit Akustikgitarren, einem Handkeyboard sowie einem Schellenring intonierte.
Auch 2017 fand eine viertägige Fortsetzung, vom 2. bis zum 5. Juni statt. Dabei traten Bands wie Kings of Leon, In Extremo, Silbermond, Die Toten Hosen, Deichkind, Marteria, House of Pain, Left Boy, Beatsteaks und die Donots auf. Am letzten Tag kamen mit 25.000 Menschen die meisten Gäste, womit der Zuschauerrekord vom Vorjahr bei weitem unerreicht blieb.
Weitere Ausgaben des Festivals fanden nicht mehr statt.

## Bandwettbewerb
Jeder der drei Tage des 2015er Auftakt-Festivals wurde durch eine „Ultimate Opener Band“ eröffnet, die sich bei einem Bandwettbewerb, veranstaltet von Blue Moon, einen Slot bei Rock in Vienna erspielt hatte. Alle österreichischen Rockbands konnten sich hierfür im Vorfeld des Festivals bewerben. In einem Online-Voting wurden die sechs Publikumslieblinge ermittelt, die anschließend im Mai im U4 in Wien um zwei der Opening Slots bei Rock in Vienna kämpften.
Eine weitere Möglichkeit einen der drei „Ultimate Opener Slots“ zu erhalten bestand für eine der Teilnehmerbands bei der Super Challenge der Planet Festival Tour im Gasometer.

## Auftritte
| Datum                    | Künstler |
| ------------------------ | --- |
| Donnerstag, 4. Juni 2015 | Metallica, Broilers, Faith No More, A Day to Remember, Body Count, Testament, Three Days Grace, Gojira, A Caustic Fate                                                                                                  |
| Freitag, 5. Juni 2015    | Muse, Incubus, The Hives, Within Temptation, Danko Jones, Turbonegro, Triggerfinger, Bonaparte, Arcane Roots, Mayburn                                                                                                   |
| Samstag, 6. Juni 2015    | KISS, Sabaton, Limp Bizkit, Airbourne, Heaven Shall Burn, BABYMETAL, Opeth, Coal Chamber, Schirenc Plays Pungent Stench, Hellyeah, The Dead Daisies, BOON                                                               |
| Freitag, 3. Juni 2016    | Rammstein, Slayer, Anthrax, Eisbrecher, Apocalyptica, Babymetal, Pain, Serum 114, Wage War, Kontrust, tuXedoo |
| Samstag, 4. Juni 2016    | Iggy Pop, Mando Diao, Juliette and the Licks, Graveyard, Biffy Clyro, The Subways, Royal Republic, Anti-Flag, All Faces Down, Skinny Lister, Monster Truck, Prime Circle, Black Peaks, Rammelhof                        |
| Sonntag, 5. Juni 2016    | Iron Maiden, Nightwish, Gojira, Zakk Wylde, Tremonti, In Extremo, Kreator, Powerwolf, Shinedown, The Vintage Caravan, Dragonforce, The Raven Age, The Wild Lies, Man the Mighty, The Whiskey Foundation, Gasmac Gilmore |
| Freitag, 2. Juni 2017    | Macklemore & Ryan Lewis, House of Pain, Left Boy, Appletree |
| Samstag, 3. Juni 2017    | Kings of Leon, Silbermond, Grossstadtgeflüster, The Dead Daisies, Schmutzki, Fatherson |
| Sonntag, 4. Juni 2017    | Deichkind, In Extremo, Monster Magnet, Donots, Itchy |
| Montag, 5. Juni 2017     | Die Toten Hosen, Beatsteaks, Marteria, Clutch, The Living End |

## Rezeption
Die Headliner des Festivals Metallica, Muse und Kiss sowie viele weitere namhafte Künstler haben 2015 insgesamt 70.000 Besucher auf die Donauinsel gelockt. Damit blieb das Festival mit den ursprünglich kalkulierten 50.000 Besuchern pro Tag etwas hinter den Erwartungen zurück. Rock in Vienna zeichnete sich außerdem durch eine ruhige Atmosphäre aus.
Das Festival wurde in der österreichischen Presse sowohl kritisiert, als auch gelobt. Für das Festival sprach aus Sicht der österreichischen Tageszeitung Kurier das Gelände, die problemlose Anreise und damit die Möglichkeit zu Hause zu schlafen. So wurde das Camping-Angebot nur geringfügig genutzt. Kritisiert wurde das Festival auf Grund seiner hohen Eintritts- und Verköstigungspreise sowie der einfallslosen Abrechnung, das sich kaum von dem anderer größerer Festivals unterscheiden würde. Auch Soundprobleme sowie die frühzeitige Sperrstunde boten Anlass zur Kritik. Die Kritik von Die Presse war ähnlich. Hervorgehoben wurde die Verpflichtung der ungewöhnlichen Metal-Band Babymetal.